# دان وليامز (لاعب كرة قدم أمريكية أمريكي)
دان وليامز (بالإنجليزية: Dan Williams)‏ هو لاعب كرة قدم أمريكية أمريكي، ولد في 1 يونيو 1987 في ممفيس في الولايات المتحدة.

## وصلات خارجية
- دان وليامز على موقع مرجع كرة القدم المحترفة.كوم (الإنجليزية)